# Ceraclea cancellata
Ceraclea cancellata är en nattsländeart som först beskrevs av Betten 1934.  Ceraclea cancellata ingår i släktet Ceraclea och familjen långhornssländor. Inga underarter finns listade i Catalogue of Life.